# Діва серед живих мерців
«Діва серед живих мерців» (англ. Virgin Among the Living Dead) — фільм режисера Хесуса Франко. Фільм був знятий 1971 року в Португалії, але вийшов на публіку лише 1973 року. Хоча фільм був заявлений як виробництво Ліхтенштейну, театрально він був представлений як продукт різних країн, а біограф Франко припускав, що компанія Prodif Ets. була створена як податковий притулок.
Кілька версій фільму було випущено в кінотеатрах з додаванням кадрів, починаючи від еротичних сцен і закінчуючи сценами з зомбі.

## Сюжет
Крістіна — самотня молода дівчина, яка провела все своє дитинство і юність далеко від сім'ї, про яку майже нічого не знає, в лондонському коледжі. Коли помирає її батько, вона покликана відкрити його заповіт. Коли вона прибуває до Британського Гондурасу, у маєток глибоко в долині Монтсеррат, атмосфера здається важкою. Розумово неповносправний чоловік, дивний Базіліо, відвозить її до розкішного будинку її покійного батька. Хоча місцеві жителі стверджують, що він зараз нежитловий, Крістіну вражає дивне ставлення членів її родини: дядька Говарда, тітки Абігейл, двоюрідного брата Карменсе та різноробочого Базіліо. Її мачуха Гермінія, друга дружина батька, померла невдовзі після її приїзду, не забувши порадити дівчині тікати якнайшвидше.
Щоночі Крістіну переслідують жахливі кошмари, і незабаром вона починає сумніватися, чи є таємничі події, в яких вона бере участь, плодом її уяви, чи реальністю. Їй здається, що вона бачить свого батька, повішеного в лісі, власне жертвоприношення або свого двоюрідного брата, який спить зі сліпою дівчиною, а потім п'є її кров. Батько з'являється їй кілька разів, також просить покинути його маєток. Але вона розуміє, що вся її родина мертва і що її родичі, які потрапили в рабство до Королеви Ночі, є небіжчиками. Вони зможуть відпочити лише в той день, коли помре останній нащадок роду — сама Крістіна.

## Акторський склад
- Крістін фон Блан — Крістіна Бенсон
- Брітт Ніколс — Карменсе
- Розіта Паломарес — тітка Ебігейл
- Енн Ліберт — Королева ночі
- Говард Вернон — дядько Говард
- Пол Мюллер — Ернесто Пабло Райнер, батько Крістіни
- Хесус Франко — містер Базиліо

Даний акторський склад залишився не в титрах:
- Ніколь Геттард — медсестра
- Еліс Арно — жінка на троні

## Виробництво
Фільм знімався в період з листопада по грудень 1971 року в Португалії, в тому числі в районі Палацу душ Кондес де Кастру Гімарайнш у Кашкайші та сусідньому місті Сінтра. Деякі знімки зроблені в Іспанії, наприклад, перша сцена на березі моря. Режисер Хесус Франко зняв цей фільм під назвою La Nuit de l'etoiles filantes (transl. Ніч падаючих зірок). Під час зйомок Франко знайшов час, щоб зняти додатковий матеріал для частково завершеного фільму «Звіт Діви», зйомки якого почалися раніше для Tele-Cine Film Артура Браунера.
Фільм приписують одній виробничій компанії, яку біограф Франко Стівен Троуер описав як «сумнозвісно невідому» Prodif Ets., яка, як було зазначено, базується в Ліхтенштейні. Франко знімав інші фільми для Prodif Ets., такі як «Кошмари приходять вночі» (1973). Оскільки компанія ніколи не знімала фільмів для інших режисерів, біограф Франко Стівен Троуер припустив, що компанія була створена як податкова гавань, подібно до того, як це зробив продюсер Гаррі Алан Таверс.
Про головну роль у фільмах Крістін фон Блан відомо небагато, в тому числі невідоме її справжнє ім'я.

## Поширення
Фільм був показаний для потенційних прокатників на Каннському кіноринку 1973 року. Він отримав театральний прокат у 1973 році у Франції як «Christina Princesse de l'erotisme». Після цього перегляду з'явилися різні версії. Один із них мав назву «Une vierge chez les morts vivants», де він значився як бельгійське виробництво. Інша версія називалася «Christina Princesse de l'erotisme», яка мала додаткові сцени оргії з акторами, яких не було на оригінальних кадрах 1971 року. Режисером цих еротичних сцен став П'єр Керу.
Ще одна версія під назвою «Desideri erotici di Christine» була дозволена для показу в кінотеатрах в Італії. Іншою версією, яка була найпоширенішою версією на домашньому відео до появи DVD, була версія 1981 року, випущена Eurociné у 1981 році, яка включала короткі кадри зомбі, зроблені Жаном Ролленом. Роллін припустив, що ці сцени були зроблені швидко, де він «просто зняв деяких людей, одягнених як зомбі. Я не думаю, що я коли-небудь бачив фільм Франко». Фільм був випущений під різними англійськими назвами. На двох американських домашніх відеорелізах як «Zombi 4: A Virgin Among the Living Dead» і «Virgin Among the Living Dead».
У французький прокат фільм вийшов 12 липня 1973 року. Пізніші покази включають Італію 11 листопада 1978 року, Севілью та Мадрид 7 липня 1981 року та Барселону 26 липня 1982 року. Різні версії мали різну тривалість: «Christina princesse de l'erotisem» становила 90 хвилин, а бельгійська версія під назвою «Une vierge chez les morts vivants» була відредагована до 80 хвилин.
Фільм був випущений таким же чином на DVD у Сполучених Штатах Image Entertainment у 2003 році як частина їхньої лінії жахів EuroShock. 20 серпня 2013 року Redemption опублікувала видання Blu-ray, що містить оригінальну режисерську версію Франко. Кадри Ролліна про зомбі є на диску, а також додаткова функція окремо від фільму.

## Відгуки
Річард Віттакер з The Austin Chronicle назвав його «одним із найганебніших понівечених андеграундних фільмів» і сказав, що оригінальна версія Франко є найкращою версією фільму. Кріс Александер із Fangoria назвав оригінальну версію Франко «вільним, атмосферним шедевром чистого кіно». Гордон Салліван з DVD Verdict написав, що реліз Kino-Redemption є «тріумфом для шанувальників Франко, хоча навряд чи сподобається за межами цієї демографічної групи».
Білл Гіброн із DVD Talk оцінив його в 3,5 із 5 зірок, назвавши це «справді тривожним досвідом, коли представляє Франко в його найпривабливішому візуальному вигляді». Пишучи в «Енциклопедії фільмів про зомбі», академік Пітер Дендл назвав фільм «атрофованим психологічним хоррором, який є надто стильним та імпресіоністичним до незв'язності».